# Ubaldo Fillol
Ubaldo Matildo Fillol (* 21. Juli 1950 in San Miguel del Monte, Provinz Buenos Aires) ist ein ehemaliger argentinischer Fußballspieler.
Der Torhüter Fillol begann seine Karriere 1969 beim argentinischen Provinzclub Quilmes AC und wechselte 1972 in die Hauptstadt zum Racing Club Avellaneda. Nach seinem Wechsel 1974 zu River Plate wurde er einer der besten Torhüter Argentiniens und für den Kader der argentinischen Nationalmannschaft der Fußball-Weltmeisterschaft 1974 in Deutschland nominiert. Bei diesem Turnier stand er jedoch noch im Schatten von Torwart Daniel Carnevali. Dies sollte sich nach dem Turnier ändern. 1977 wurde er zu Argentiniens Fußballer des Jahres gewählt und war Torwart der Weltmeistermannschaft der Fußball-Weltmeisterschaft 1978 in seinem Heimatland. Auch bei der Fußball-Weltmeisterschaft 1982 in Spanien war er die Nummer eins im Tor Argentiniens, obwohl er diese Nummer nie bei einem WM-Turnier trug (1978 Nummer 5, 1982 Nummer 7), da die Spieler Argentiniens gemäß dem Alphabet ihre Rückennummern erhielten (Ausnahme Diego Maradona).
Ubaldo Fillol ist neben Dino Zoff der einzige Torhüter, der bei den Weltmeisterschaften 1974, 1978 und 1982 eingesetzt wurde. 1974 stand er allerdings in nur einem Spiel zwischen den Pfosten (Argentinien–DDR 1:1). Vier Jahre später zählte er gemeinsam mit Mario Kempes zu den Leistungsträgern und zu den gefeierten Helden, die den WM-Pokal im eigenen Land gewannen.
Nach einem kurzen Zwischenspiel 1983 bei Argentinos Juniors verließ er 1984 Argentinien und spielte in Brasilien bei Flamengo Rio de Janeiro. Im Alter von 35 Jahren wagte er 1985 den Schritt nach Europa und spielte über ein Jahr bei Atlético Madrid. 1987 ging er zurück in seine Heimat zu Racing Club und beendete 1990 bei Vélez Sársfield seine lange erfolgreiche Karriere. Zwischenzeitlich war er als Torwarttrainer der argentinischen Nationalmannschaft tätig und nahm in dieser Funktion an der WM 2006 in Deutschland teil.

## Erfolge
- Argentinischer Meister (7): 1975 (Metropolitana), 1975 (Nacional), 1977 (Metropolitana), 1979 (Metropolitana), 1979 (Nacional), 1980 (Metropolitana), 1981 (Nacional)
- Taça Guanabara: 1984
- Taça Rio: 1985
- Trofeo Teresa Herrera: 1986
- Supercopa Sudamericana: 1988
- Weltmeister: 1978 (7 Spiele / 0 Tore)